# ジョニー・ガルガノ
ジョニー・ガルガノ（John Anthony Nicholas Gargano、1987年8月14日 - ）は、アメリカ合衆国のプロレスラー。オハイオ州クリーブランド出身。現在はWWE所属。

## 来歴

### キャリア初期
1987年8月14日にオハイオ州クリーブランドで生まれる。8歳の時にクリーブランド・オール・プロレスリング（Cleveland All-Pro Wrestling / CAPW）のオーナーであるJ.T.ライトニングの許可を得てリングに入ってる。セントエドワード高校在学中に、プロレスラーになるべくCAPWのレスリングスクールに入学している。レスラーを目指すきっかけとなったのはWWE「サマースラム1996」を見たことだった。16歳の時にCAPWのJ.T.ライトニングとジョシュ・プロフィビションの元でトレーニングを開始する。2005年にクリーブランド・オール・プロレスリングのリングでデビュー。2006年10月にはCAPWジュニアヘビー級王座を獲得している。その後しばらく出場し続け、2007年8月にジョシュ・プロフィビションと組み、アレックス・シェリーとクリス・セイビンのタッグと送別試合を行ないCAPWから離脱している。

### Absolute Intense Wrestling（2006-2016）
2006年2月にクリーランドを拠点とするアブソリュート・インテンス・レスリング（Absolute Intense Wrestling）に参戦。参戦当初は連敗が続くも4月の下旬にタイロン・エヴァンス（元WWEのマイケル・ターヴァー）から初勝利をあげている。2008年3月にはタイラー・ブラックの持つAIWインテンス・ディヴィジョン王座に初挑戦。15分ドローで王座を手に入れられなかったが、5月に再び挑戦して王座を獲得している。半年ほど王座を防衛するも怪我の影響で11月に返上している。2009年2月にインテンス・ディヴィジョンのトーナメントに参加し、ジミー・デマルコに勝利して再びタイトルを獲得している。5月にジョシュ・プロフィビションに奪われるまで保持し続けた。
2010年4月にガルガノはフリップ・ケンドリックとルイス・リンドンのエアロフォーム（Aeroform）と行動をとるようになる。エアロフォームとのチームでトーナメントに出場して優勝、優勝した権利としてAIWの代表としてチカラの2010 King of Trios tournamentに出場している。6月にはプロフィビジョン、スターリング・ジェームス・キーナン、トミー・マーサーの4wayマッチに参加し、AIWシングル最高峰のベルトであるAIWアブソリュート王座を獲得。獲得した夜にブライアン・ダニエルソンとタイトル賭けて対戦、引き分けで防衛している。2011年6月にシーマ・ザイオンに負けてタイトルを失うまでタイトルを保持し続けた。2012年3月に30人ランブルに参加し、ティム・ドンストを破り、シーマの持つAIWアブソリュート王座への挑戦権を手にした。

### Pro Wrestling Ohio / Prime Wrestling（2007-2013）
2007年11月にプロレスリング・オハイオ（Pro Wrestling Ohio）に登場、デビュー戦でグレゴリー・アイロンに負けている。その後トレーナーのジョシュ・プロフィビションとタッグを組み、タッグ戦線に乗り込むが連敗をしてしまう。タッグ連敗後はグレゴリー・アイロンと抗争を開始し、2008年8月まで抗争を続け、最後はカルガノの勝利で抗争を終えた。しかし、ガルガノはアイロンとの抗争中に脊椎に小さなひびができてしまい、欠場してしまう。
2009年3月に復帰し、同時にPWOヘビー級王座への挑戦権を賭けたナンバー・ワン・コンテンダー・マッチに参加して勝利している。4月にマット・クロスの持つPWOヘビー級王座に挑戦し、王座を獲得するが試合中にパートナーのジョシュと不仲を起こし、3年近く続いたジョシュとの信頼関係は崩れてしまう。そしてジョシュと抗争を開始し、8月のWrestlelution 2: A Coming of Ageで行われた抗争最終戦でPWOヘビー級王座を賭けて対戦して勝利している。王座獲得後は2010年にかけて何度も王座を守り抜いていく。6月にマット・クロスに攻撃して抗争を開始し、8月のWrestlelution 3: A Defining Momentでタイトルを賭けて対戦し、勝利して防衛している。その後も防衛するが2011年3月にマリオン・フォンテーヌに負け、タイトルを落としている。
2012年初頭にプロレスリング・オハイオはプライム・レスリング（Prime Wrestling）に改名。8月にジミー・ジェイコブスの持つPrimeヘビー級王座（PWOヘビー級王座だったが、団体名の改名と共にタイトルの名前も変わった）に挑戦し、勝利して獲得している。

### Dragon Gate USA、EVOLVE（2009-2016）
シカゴに拠点を置くオール・アメリカン・レスリング（All American Wrestling）で活動中に、ドラゴンゲートUSA（Dragon Gate USA）とエヴォリューション・レスリング（Evolve Wrestling）でレスラーを探している元ROHのブッカーであるケイブ・サポルスキーの命令できたコルト・カバナと出会い、6月下旬にドラゴンゲートUSAのPPVであるEnter the Dragonのダーク・マッチに登場している。9月のUntouchableで再びダーク・マッチに出場している。11月のFreedom Fightで初代オープン・ザ・フリーダムゲート王座を賭けたトーナメントに出場するが予選で敗退している。2010年1月にエヴォリューション・レスリングの興行に初参加、クリス・ディッキンソンをシングルマッチで破っている。その1週間後にはドラゲーUSAのPPV、Fearlessのダーク・マッチに出場している。そして5月にドラゴンゲートUSAと契約、発表された。7月にはCIMAとシングル・マッチ、9月にはチャック・テイラー、ドレイク・ヤンガー、リッチ・スワンの4wayマッチ、ドレイクとシングル・マッチをしている。10月後半のドラゲーUSAライブ・プレ・パー・ビューのBushido:Code of the Warriorでテイラーとのタッグでエリック・キャノンとリコシェと対戦して勝利、同PPVでテイラー、リッチ・スワンとロニン（Ronin）を結成している。翌日のFreedom Fightではロニンでオースチン・エイリース、堀口元気、リコシェと対戦して勝利している。
2011年1月に入るとオープン・ザ・ユナイテッドゲート王座へのトーナメントに出場、土井成樹、リコシェ組とCIMA、ドラゴン・キッド組を破り決勝へ進出するが吉野正人、PAC組に破れユナイテッドゲート王座獲得にはならなかった。4月のOpen the South GateでCIMAと、Mercury Rising 2011でCIMA、土井成樹、リコシェと対戦している。ドラゲーUSAのPPV後にEVOLVEのPPVにも参加している。6月のFearlessでエイリースと対戦、6月のEnter the Dragon Second Anniversary Celebrationではスワン、吉野正人と組みエリース、CIMA、ブロディ・リーと対戦している。9月のUntouchableで戸澤とWay of the Roninで土井と対戦し、Way of the Roninでは試合後に王座挑戦を表明している。11月のFreedom FightでYAMATOに勝利してオープン・ザ・フリーダムゲート王座を獲得している。
2012年1月にリコシェを相手にタイトルを防衛しているが試合後に背中の怪我で病院で行っている。3月に復帰して空位になったオープン・ザ・ユナイテッドゲート王座を賭けてチャック・テイラーと組み、吉野正人とリコシェと対戦しているが負けている。試合後にテイラーがガルガノを攻撃し、ロニンは解散を迎える。翌日に吉野正人の挑戦を受けフリーダムゲート王座を賭けて対戦し、防衛している。試合後にテイラーの襲撃を受け、6月のEvolve 15で王座を賭けて対戦することが決定。Evolve 15のメインで背中の痛みに苦しみながら防衛をしている。7月のUntouchableでは戸澤の挑戦を受け防衛に成功している。試合後にWWEに契約を持ちかけられたがドラゲーUSAとEvolveとの契約をしたと発表した。9月のEvolve 17でジョン・デイビスを相手に、11月のFreedom Fightではオープン・ザ・フリーダム・ゲート王座を賭けて戸澤陽、ARフォックス、リコシェとの試合で防衛。12月のEVOLVEのPPVであるEvolve 18でサミ・キャリハンに防衛、2013年に入ってからもジョン・デイビス、ブライアン・ケンドリックを相手に防衛を続けている。

### チカラ（2008・2010-2013・2016）
2008年6月にフィラデルフィアに拠点を置くチカラ（Chikara）にスポット参戦、ヤング・ライオンズ・カップ・トーナメントに出場するも1回戦でマーシー・ロケットに負けている。2010年に再び参戦、3日間行われるキング・オブ・トリオにAIW代表として出場するが一回戦でザ・コロニーに負けて敗退している。2日目にイカルス、グラン・アクマ、チャック・テイラーのF.I.S.T.と共闘するようになる。7月のChikarasaurus Rex: King of ShowでFISTはCIMA、望月成晃、スーパー・シェンロンと対戦し、アクマがCIMAにピンフォールをとられたため試合後にイカロスとテイラーがアクマを攻撃してF.I.S.T.から追放、かわりにガルガノがF.I.S.T.へ加入している。F.I.S.T.の加入はチカラがガルガノへ活躍の場を与えるためである。8月にはヤング・ライオンズ・カップ・トーナメントに出場したり、F.I.S.T.として活動していた。
2011年4月にF.I.S.T.としてキング・オブ・トリオに出場、決勝まで残るが敗退している。6月からチャック・テイラーと共にタッグ活動を開始し、9月にジグソーとマイク・クアッケンブッシュの持つChikara Campeonatos de Parejasに挑戦し獲得している。翌年3月にスコット・パーカーとシェーン・マシューズの3.0に奪われるまで防衛し続けていた。4月下旬に3.0とリマッチを行ない再び王座を獲得しているが6月のChikarasaurus Rex: How to Hatch a Dinosaurでヤング・バックスにタイトルを奪われてしまっている。9月にシュガー・ダンケートンがF.I.S.T.の4人目のメンバーとして加わっている。同月にキング・オブ・トリオに出場、準決勝まで進出するがスペクトル・エンボイ（フライトメア、ウルトラマンティス・ブラック、ハロウィック）に破れ負けている。

### ドラゴンゲート
2011年3月にDRAGON GATE USAのユニットであるロニン（Ronin）としてDRAGON GATEの3週間のツアーに参加するために初来日、日本のリングでデビュー。チャック・テイラー、リッチ・スワンと組み、CIMA、土井成樹、谷嵜なおきと対戦している。2012年10月にWORLD-1 INTERNATIONALの1人として再び来日。中旬には斉藤"ジミー"了とオープン・ザ・フリーダム・ゲート王座をかけて対戦、勝利して8度目の防衛に成功している。

### WWE
2015年6月、WWEのトライアウトに参加。2016年4月2日、WWEと契約、WWEが主催するCWCに出場。7月21日、フルタイムでWWEと契約。11月19日、Takeover Torontoにてトマソ・チャンパとのタッグチームである#DIY（Do It Yourself）でNXTタッグ王座を保持するザ・リバイバル（ダッシュ・ワイルダー & スコット・ドーソン）に3本勝負で挑戦。1本目を先取されるが、2本目を合体技であるシャーク・イン・ザ・ウォーターを決めて五分となり、最後はリバイバルが#DIYの技を真似ようとしたところに誤爆を誘発すると逆にリバイバルのフィニッシャーであるシャッター・マシーンからチャンパはドーソンにアームバー、自身はワイルダーにガルガノ・エスケープを極めるとギブアップを奪い勝利。ベルトを奪取した。
2019年1月26日、NXT TakeOver: PhoenixでNXT北米王者のリコシェに挑戦。関節技で試合を組み立てスリングショットDDTを決めて勝利。王座を戴冠した。4月5日、NXT TakeOver: New Yorkで空位となっていたNXT王座を巡りアダム・コールと3本勝負によるタイトルマッチを行う。1対1と並び3本目でコールにガルガノ・エスケープを仕掛けるとギブアップにより勝利。王座を戴冠した。
2024年4月、レッスルマニア40で行われたラダー戦形式の統一WWEタッグ王座戦にDIYとして出場したが、王座獲得を逃した。2月、ロイヤルランブル大会でモーターシティ・マシンガンズとの3本勝負に勝利し、WWEタッグ王座の防衛に成功した。

## その他
- ショーン・マイケルズ、クリス・ジェリコ、ジョニー・セイントを手本にしている。
- カルガノは"ルチャレス"という、チェーン・レスリング、ルチャ・リブレを混ぜた独自のスタイルをベースにしている。
- 2016年1月にDDTプロレスリング参戦歴のある女子プロレスラーのキャンディス・レラエと婚約した。

## 得意技

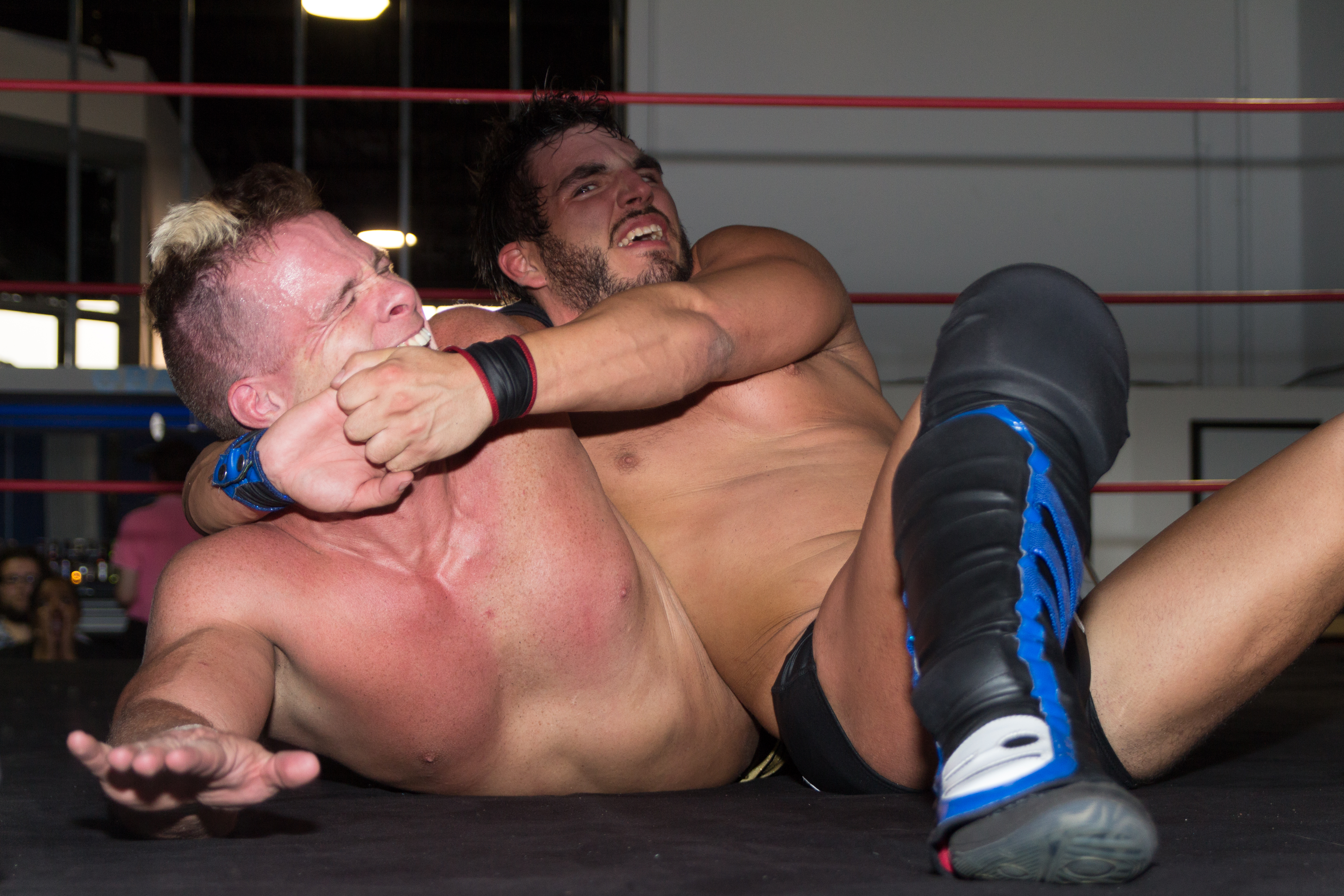
ガルカノ・エスケープ

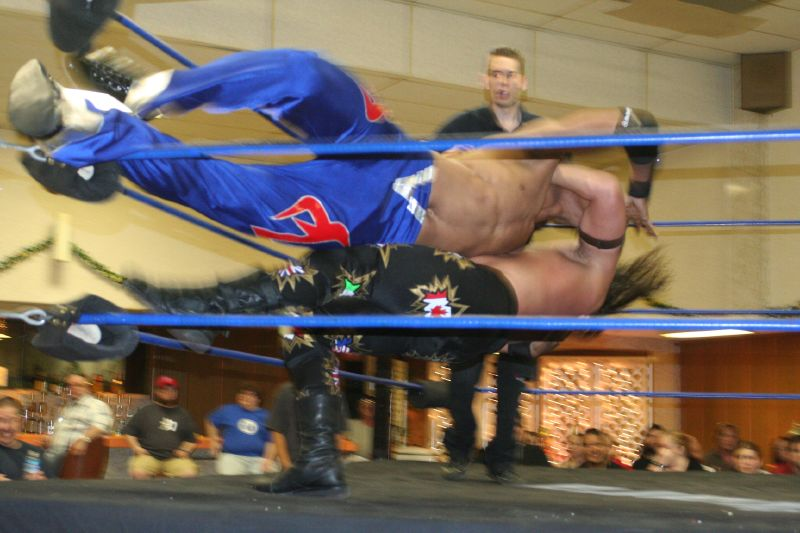
スウィキング・リバースSTO

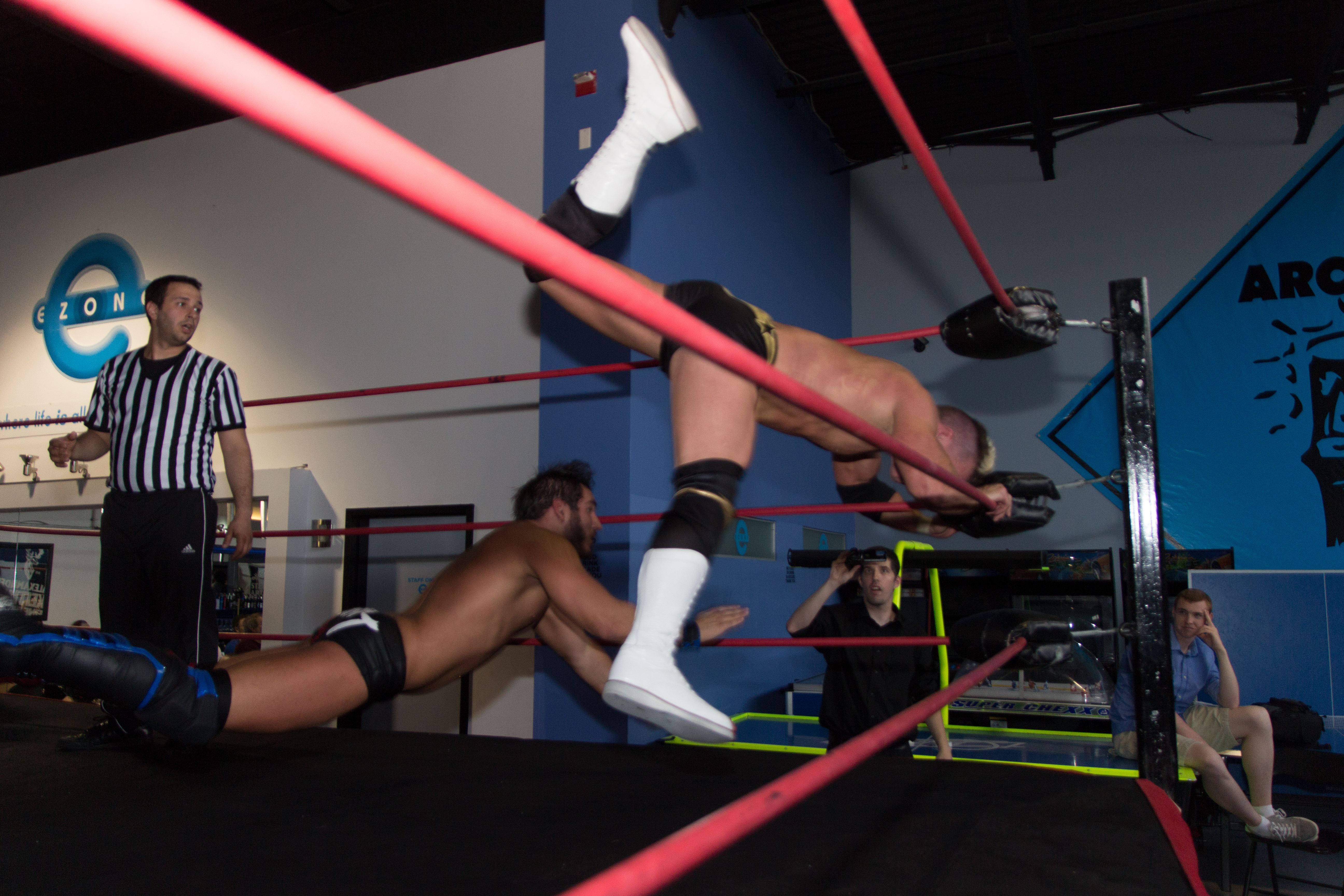
ローン・ダート

### フィニッシュ・ホールド
ガルガノ・エスケープ
チキンウィング式変型クリップラー・クロスフェイス。
脇固めの体勢でうつ伏せに倒した相手の左腕を自らの肩に回し、そこから両腕で相手の顔面を締め上げるチキンウィング式の変型クリップラー・クロスフェイス。インディー時代から愛用する代名詞的フィニッシャー。
サンダーストラック/ワンファイナルビート
スリングショットDDT
エプロンサイドからトップロープを掴み、その反動を利用しロープを飛び越しながら、リング内に立つ相手の首を抱えてそのままDDTで叩きつける技。
ハーツ・ドーナッツ
フルネルソンの体勢で捕らえた相手を担ぎ上げ、一旦静止してから後方へ倒れ込むと同時に片腕のクラッチを解き、もう片方の腕を軸に相手を180°反転させて顔面からマットに叩きつける変形コンプリート・ショット。
スウィンギング・リバースSTO

### 打撃技
エルボー
エルボー・スタンプ
バック・ハンド・チョップ
フライング・フォアアーム
ナックルパート
スーパーキック
通常バージョン、相手が長座、片膝状態で放つバージョン、フェイント、等さまざまなバリエーションを使用。
ニーリフト
ドロップキック
延髄斬り
スライディング式も使用。
ラウンド・ハウス・キック
キャッチ式の応用で、シャイニング式の延髄斬り。
コーナーへ追い詰めた相手へのダブル・ニー・アタック
コーナーからのハイキック
自身がコーナー際のエプロンに立っている際、片腕でトップロープを掴んだまま軽くジャンプして延髄斬りのように放つハイキック。

### 投げ技
スープレックス
スーパープレックス
ジャーマンスープレックス
ベイビー・エース・クラッシャー
膝を着いた相手へのランニング式エース・クラッシャー。
ローン・ダート
セカンド・ターンバックルへのランニング式スネーク・アイズ
トルネードDDT
DDT
通常バージョン、相手をセカンドロープに固定してから放つDDTの2種類を使用。

### 関節技
ボストンクラブ
ハーフボストンクラブ
クロストンクラブ
相手の両脚を交差させた変形逆エビ固め。

### 飛び技
スリングショット・スピアー
エプロンに立った状態でセカンドロープを掴み、走り込んでくる相手に対し、トップロープとセカンドロープの間をすり抜けて放つスピアー。ロープの反動と相手の勢いを利用し、抜群のタイミングで繰り出す。
スーサイド・ダイブ
スワンダイブ式ドロップキック

### 連係技
シャッターマシーン
　トマソ・チャンパとの合体技。チャンパのフラップジャック、ガルガノがコードブレイカーを決める
ミーティング・イン・ザ・ミドル（旧シャーク・イン・ザ・ウォーター）
トマソ・チャンパとの合体技。相手をリング中央に孤立させると両者ポストへと移動し、勢いをつけてチャンパはランニング・ニー、自身はトラース・キックを同時に決める。

## 獲得タイトル
WWE
- NXT王座 : 1回（第17代）

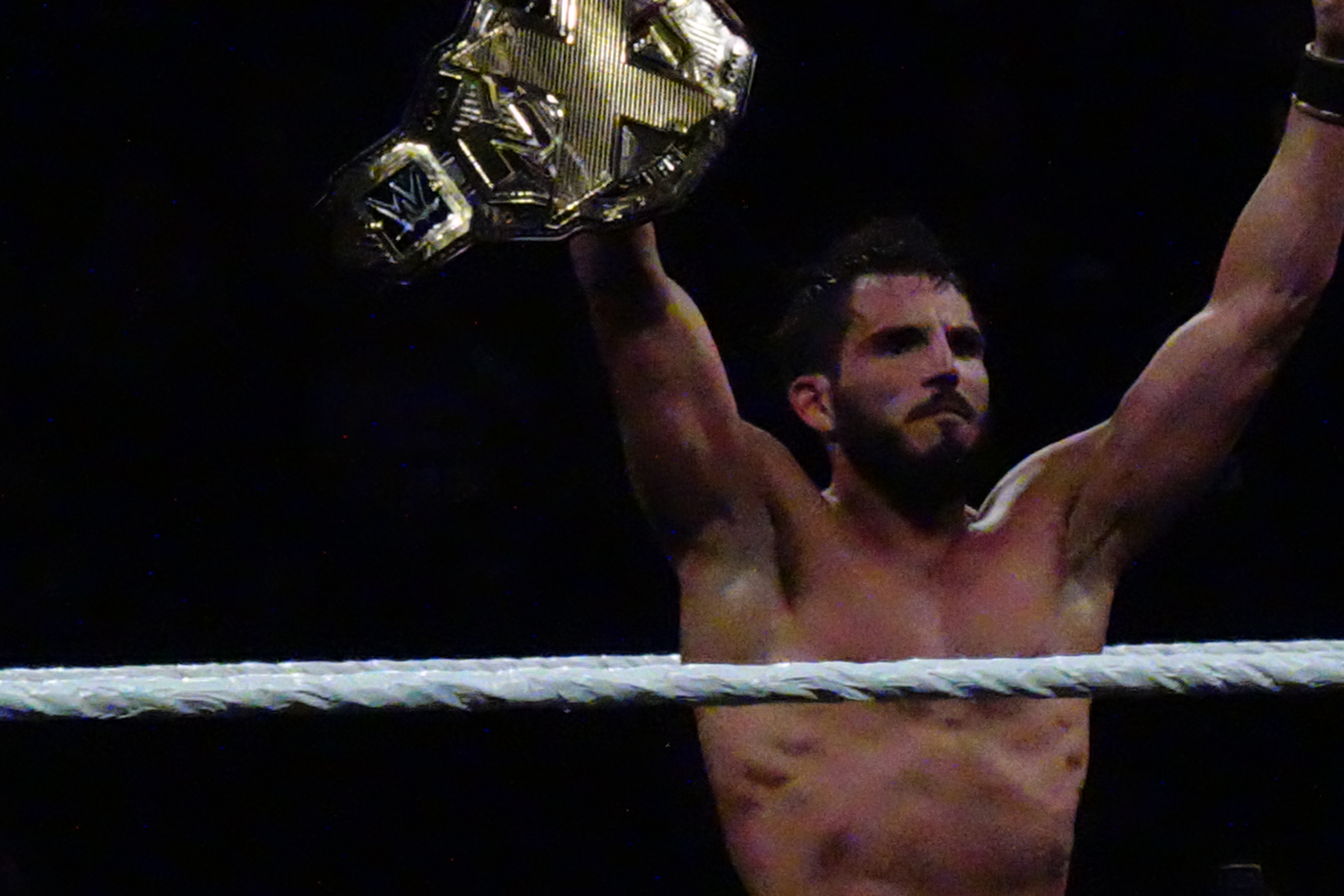
NXT王座

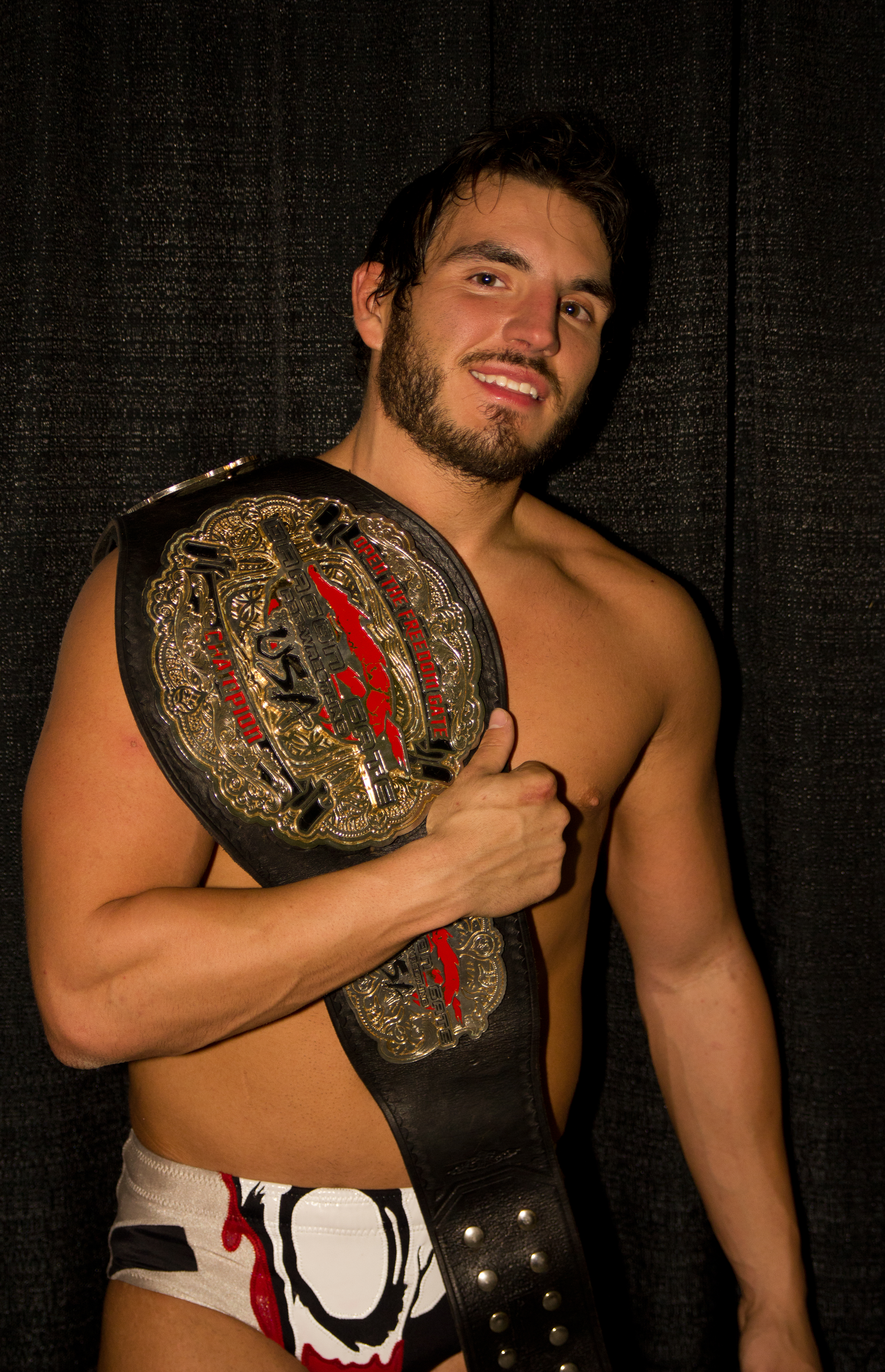
オープン・ザ・フリーダムゲート王座

- NXT北米王座 : 3回（第3、8、10代）
- NXTタッグ王座 : 1回（第11代）

w / トマソ・チャンパ
- WWEタッグチーム王座 : 2回（第32[7]、33代[8]）

w / トマソ・チャンパ
AIW（Absolute Intense Wrestling）
- AIWアブソリュート王座 ：1回
- AIWインテンス・ディヴィジョン王座 ：2回

CAPW(Cleveland All-Pro Wrestling)
- CAPWジュニアヘビー級王座 ：1回

CWE（Championship Wrestling Experience）
- CWE統一王座 ：1回

CHIKARA
- カンペオナトス・デ・パレージャス : 2回

w / チャック・テイラー
DRAGON GATE USA
- オープン・ザ・フリーダムゲート王座 ：1回
- EVOLVEタッグ王座 : 1回

w / ドリュー・ギャロウェイ
IWC(International Wrestling Cartel)
- IWCスーパー・インディ王座 ：1回
- IWCタッグ王座 ：1回

w / マイケル・ファサード
PWO(Pro Wrestling Ohio) / Prime Wrestling
- PWOヘビー級王座 / Primeヘビー級王座 ：2回

Legacy Wrestling
- レガシー王座 : 1回

Smash Wrestling
- スマッシュレスリング王座 : 1回